# Grauer Stein (Dotzigen)

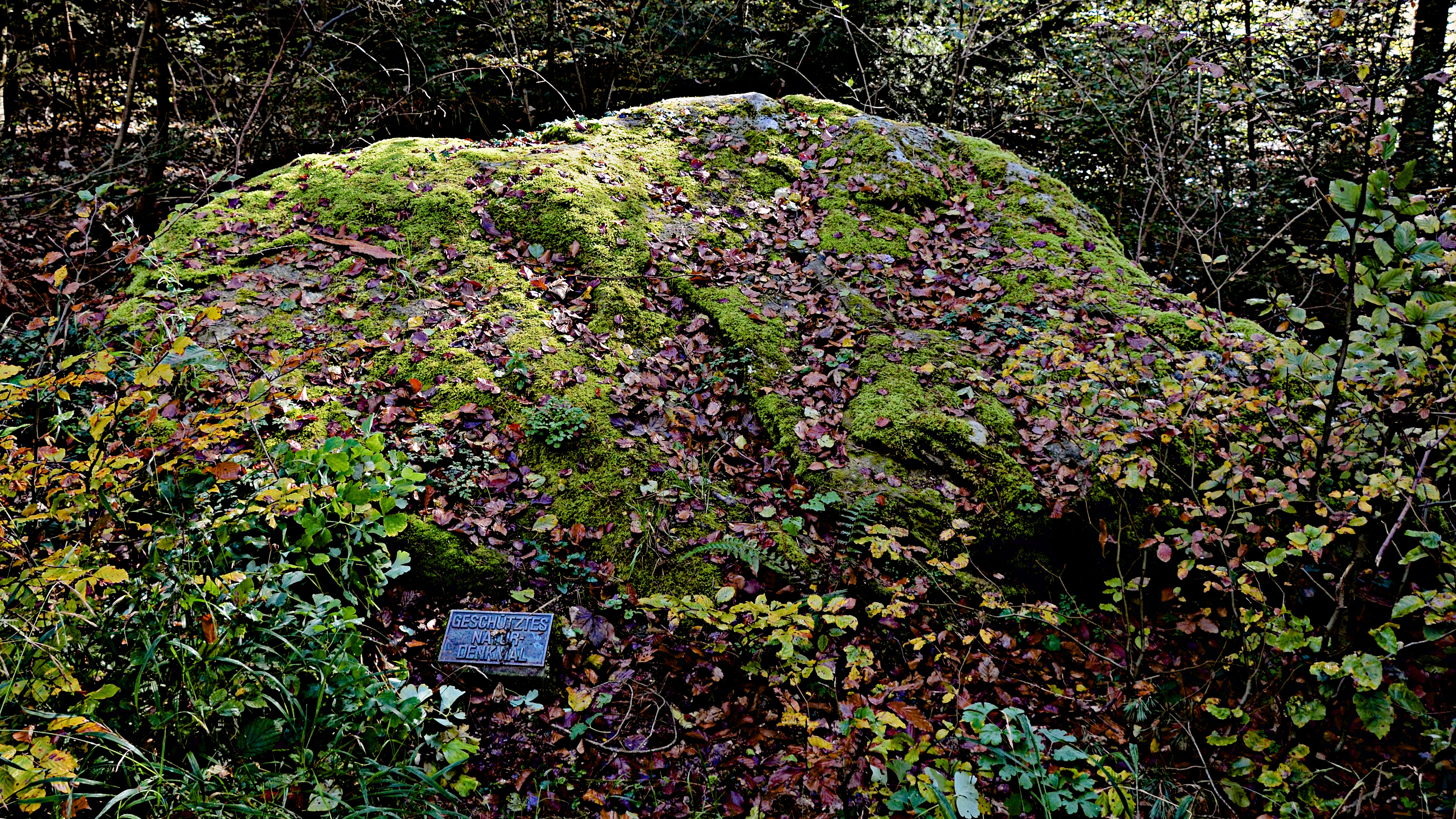
Grauer Stein Dotzigenberg

Der Graue Stein ist ein erratischer Block bzw. Findling aus Epidot-Serizit-Gneis bei Dotzigen  im Kanton Bern, Schweiz. Der Findling mit den Massen von ca. 5 × 3 × 2 Meter liegt am Wald- und Wanderweg 'Dotzigen-Büren an der Aare' auf dem Dotzigenberg. 1870 bemühte sich der damalige Geologieprofessor Isidor Bachmann aus Bern mit Erfolg bei der Burgergemeinde Dotzigen als Eigentümerin um die Erhaltung des Grauen Steins.
Der Graue Stein zählt seit 1954 unter dem Namen 'Bachmannstein' zu den geschützten geologischen Objekten des Kantons Bern. Weitere Zeugen des während der Würmeiszeit in diese Gegend vorgestossenen eiszeitlichen Rhonegletschers sind der Schalenstein Stedtiberg, der Blaue Stein und der Pegelstein.